# Ulica Księdza Prałata Stanisława Słonki w Żywcu

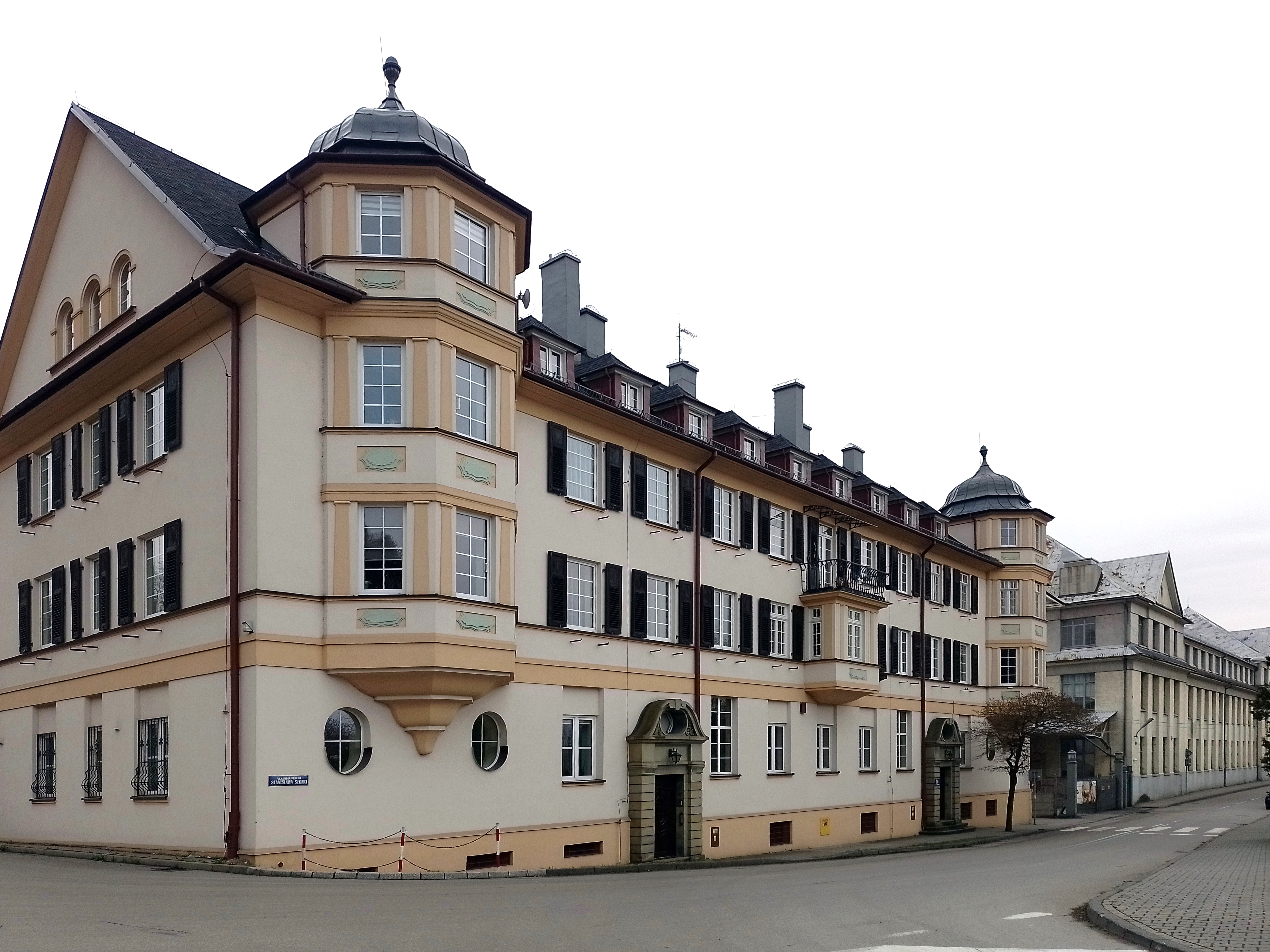
Budynek przy ulicy Słonki 26

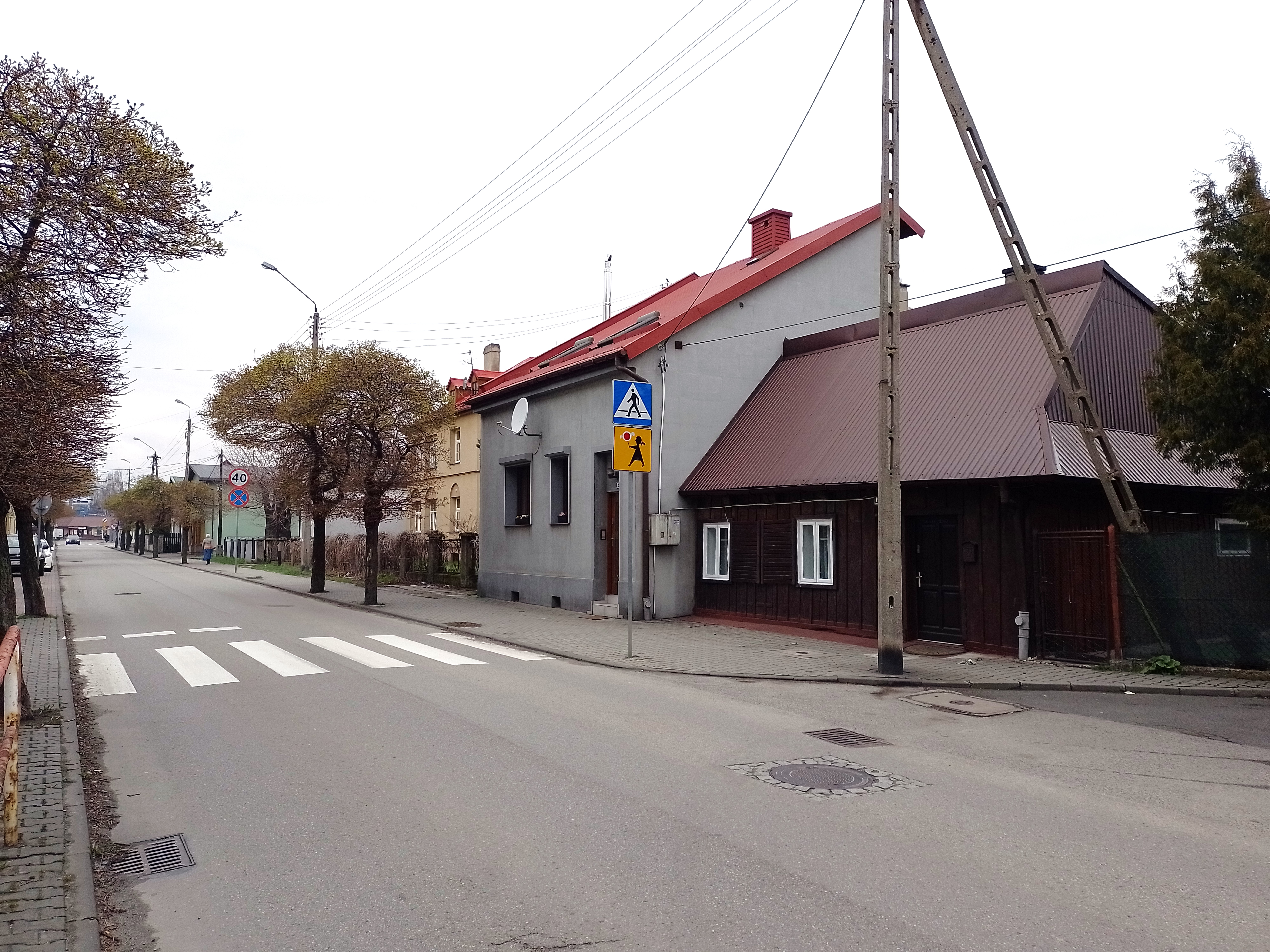
Domy jednorodzinne przy ulicy Słonki

Ulica Księdza Prałata Stanisława Słonki – jedna z głównych ulic dzielnicy Zabłocie w Żywcu.
Rozpoczyna się przy skrzyżowaniu z ulicą Browarną i ulicą Dworcową, natomiast kończy przy rzece Sole i skrzyżowaniu dróg Sadowej oraz Kazimierza Tetmajera.

## Zmiana nazwy
Ulica na początku nosiła nazwę Fabryczna, później ul. Daszyńskiego, a w 1950 zmieniono ją na ul. Ludwika Waryńskiego. Obecna nazwa ulicy odnosi się do zasłużonego dla Zabłocia księdza Stanisława Słonki.

## Historia

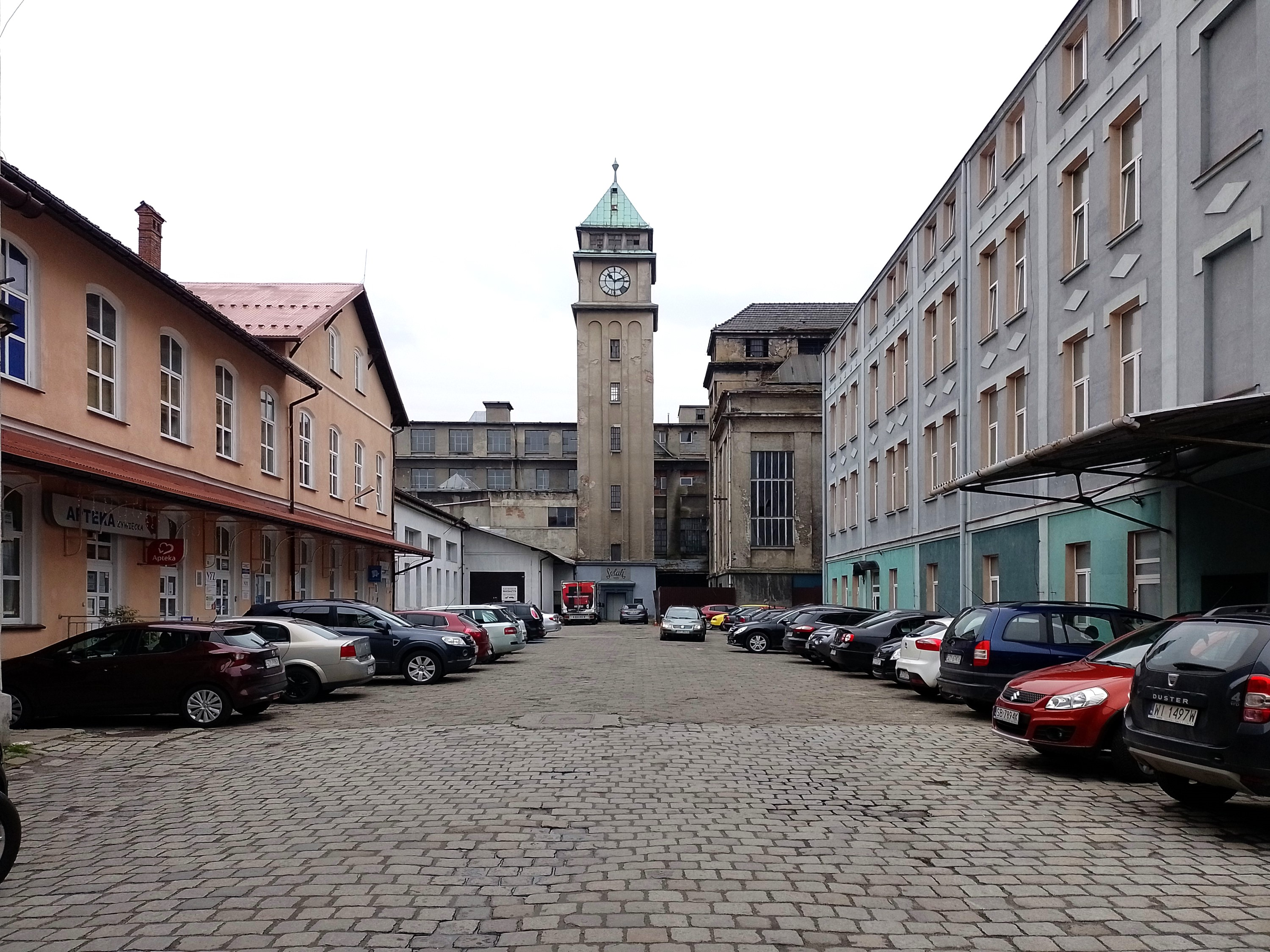
Dawna papiernia – widok współczesny

W 1883 otwarty został zakład tekturniczowo-papierniczy, który dał początki Fabryce Papieru „Solali”. Założycielem byli Karol Schrötter ze wspólnikiem – Franciszkiem Menchardtem.
W 1899 otworzono szkołę podstawową.
W roku 1913 na terenie Papierni wybuchł pożar. Spłonęła część budynków, w miejsce których został wybudowany nowy trzypiętrowy budynek wykonany z żelbetu.
W 2013 na ścianach Miejskiego Centrum Kultury „Papiernik” został namalowany mural przedstawiający jukacy.
W 2016 otworzono filię Biblioteki Miejskiej.
W 2019 postanowiono wyburzyć budynek byłego przedszkola. W jego miejsce w 2020 roku oddano do użytku Zintegrowany Węzeł Przesiadkowy, czyli parking w pobliżu dworca PKP i przystanków dla busów. Na parkingu znajduje się także ławeczka multimedialna i galeria fotografii.

## Najważniejsze obiekty
- Papiernia
- Przychodnia Lekarska
- Beskidzki Browar Rzemieślniczy
- Miejskie Centrum Kultury Papiernik
- Przydrożna kapliczka z figurą Matki Bożej z Nazaretu postawiona dla upamiętnienia jubileuszu roku 2000. Kapliczka zaprojekowana została przez Czesława Dźwigaja, wykonał ją rzeźbiarz Grzegorz Kuśnierz, a figurka została przywieziona z Loreto[11]
- Szkoła Podstawowa nr 1 im. Wojska Polskiego
- Powiatowe Centrum Pomocy Rodzinie
- Zintegrowany Węzeł Przesiadkowy